# Ondřej Bobola
Svatý Ondřej Bobola (pol.: Andrzej Bobola, 1591, Strachocina, Polsko – 16. května 1657, Ivanava, dnes Bělorusko) byl polský jezuitský kněz, misionář a mučedník. Dnes je jedním z patronů Polska a Litvy.

## Životopis
Původ svatého Ondřeje Boboly nebyl znám až do poloviny 20. století. Dnes je známo, že pocházel z českého rytířského rodu usazeného v Sandoměřském vojvodství v Malopolsku. Narodil se pravděpodobně v roce 1591 ve vesnici Strachocina. Jako člen nižší šlechtické rodiny a syn zbožného otce studoval teologii a filosofii. V roce 1611, ve svých 19 letech, vstoupil v litevském Vilniusu do jezuitského řádu. Byl vysvěcen na kněze, působil jako kazatel a zpovědník v tamním chrámu sv. Kazimíra. Byl vedoucím tzv. Mariánské družiny v letech 1622–1634, tj. náboženského seskupení studentů nebo venkovských obyvatel při jezuitské koleji.
Roku 1633 byl jmenován představeným řádového domu v Bobrujsku v minském kraji. Zde se zasloužil péčí o nemocné morem, když v tomto období epidemie vypukla jako následek bídy tzv. smolenské války. V tomto konfliktu se Rusko snažilo získat zpět území od Republiky obou národů, bylo však poraženo. Ondřej Bobola poté působil jako misionář v okolí Pinska, snažil se zde o navrácení katolické víry do mnohých vesnic. Za to byl nenáviděn hlavně představiteli pravoslavné církve, vysloužil si přezdívku „dušechvat“ nebo „svůdce duší“. Také dnes je v pravoslaví jeho kult vnímán spíše negativně. Později spojené oddíly kozáků a Tatarů využily oslabení Polska pod náporem švédské invaze v letech 1655–1657 a pořádaly nájezdy do pohraničních oblastí.
Roku 1656 bylo podepsáno příměří Polska se Švédskem a Ruskem, hordy kozáků vedené Bohdanem Chmelnickým se vracely přes běloruské Polesí za Dněpr. Cestou plenili vesnice. A když se dozvěděli o horlivém jezuitovi na misii, rozhodli se ho najít. Ondřej Bobola se to dozvěděl 16. května 1657 ve vsi Paradylno, když zde sloužil mši. Pokusil se uprchnout, ale byl dostižen a zajat kozáky. Nejprve ho zbičovali a poté odvlekli ke svému setníkovi do vesnice Janov (později město Ivanava). Zde ho dále mučili, přišel o jedno oko a několik zubů. Pálili ho pochodněmi a odřízli mu kůži z hlavy a prstů (zhanobení kněžského svěcení), vytrhli mu jazyk, uřezali nos a uši. Nakonec ho hodili na smetiště, kde mu velitel kozáků zasadil smrtelnou ránu do hlavy.

## Kult

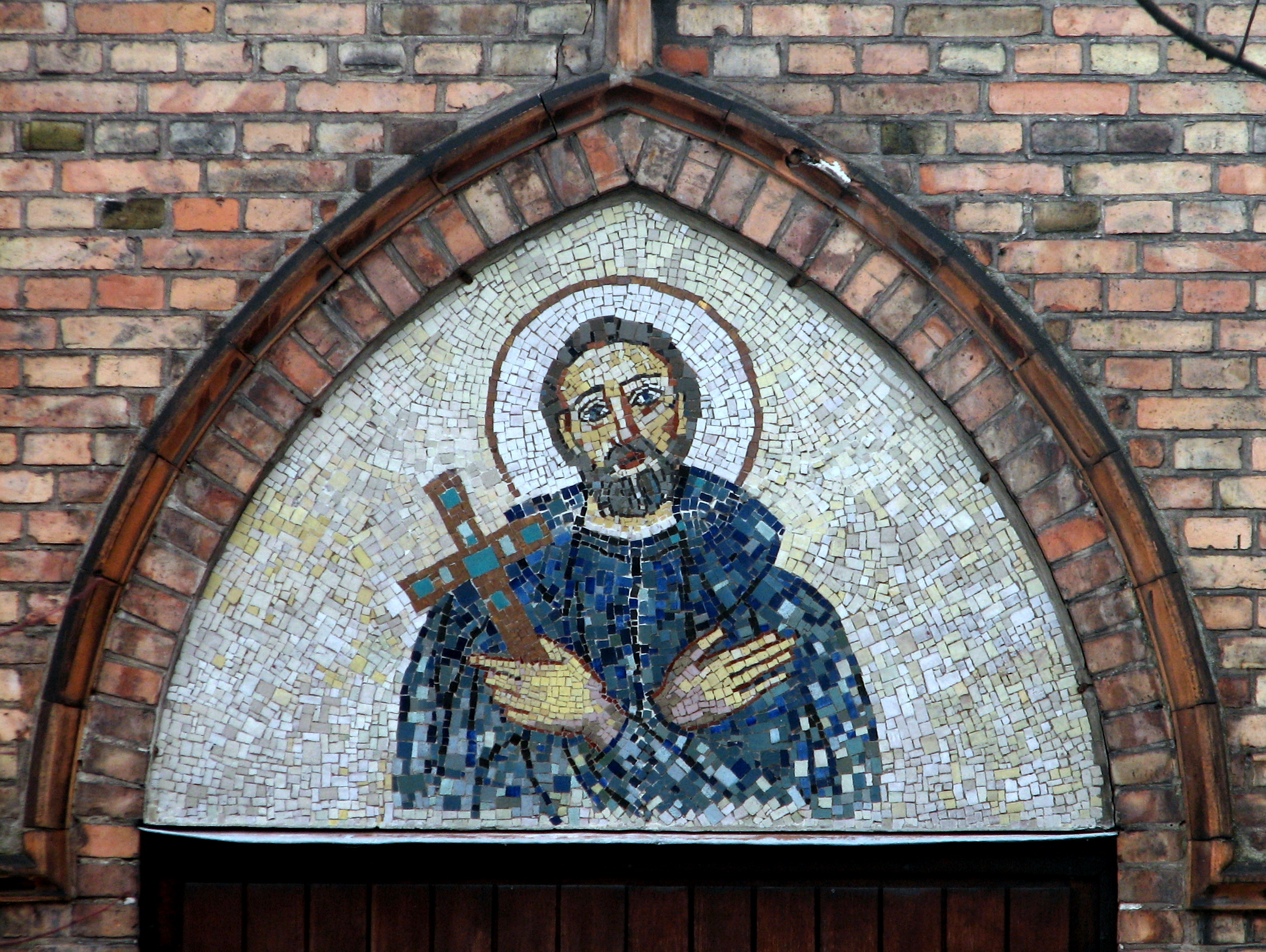
Mozaika Ondřeje Boboly v římskokatolickém kostele v Sopotech

Symbolem jednoty západní a východní církve se stal až po smrti. Obyvateli Ivanavy byl řádně pohřben, rakev s ostatky byla vydána jezuitům v Pinohu. V roce 1808 byly shledány jeho ostatky neporušené a byly přeneseny do Polocka, tehdejšího sídla generála jezuitů Bílé Rusi, kde je uložili do skleněné rakve.
V roce 1853 jej blahořečil bl. Pius IX. (zpoždění kvůli dočasnému zrušení řádu 1773). Roku 1922 jeho tělo zabavili vojáci Rudé armády pro přírodovědecké muzeum v Moskvě. V roce 1924 bylo vyžádáno zpět papežem Piem XI. prostřednictvím dvou členů papežské komise. Tělo Ondřeje Boboly bylo pohřbeno v římském kostele Il Gesu u oltáře sv. Františka Xaverského. Kanonizace se konala v Římě 17. dubna 1938 během pontifikátu Pia XI. Poté byly svaté ostatky slavnostně přivezeny do Polska a pohřbeny ve Varšavě v jemu zasvěceném kostele pod hlavním oltářem. Od roku 1988 se ostatky nachází v nově zbudované svatyni ve Varšavě.
Od 16. května 2002 je svatým patronem Polska a také patronem varšavské arcidiecéze. V českém církevním kalendáři je mu zasvěcen 21. květen, v jiných zemích je to 16. květen – výročí jeho umučení. V Polsku, Litvě, ale i jinde ve světě jsou mu zasvěceny desítky kostelů. Existuje polské sesterské společenství Misijní sestry svatého Ondřeje Boboly. Bývá zobrazován jako jezuita v černém kněžském šatu, obvykle s poutnickou holí v ruce a křížem za pasem. Méně častá jsou zobrazení s motivy umučení.